# Компаоре, Бенжамен
Бенжамен Компаоре (фр. Benjamin Compaoré; род. 5 августа 1987, Бар-ле-Дюк, Франция) — французский легкоатлет, специализирующийся в тройном прыжке. Чемпион Европы 2014 года. Бронзовый призёр чемпионата мира в помещении (2016). Чемпион мира среди юниоров (2006). Чемпион Франции. Финалист летних Олимпийских игр 2012 и 2016 годов.

## Биография
Отец Бенжамена родом из Буркина-Фасо, мать — француженка. Впервые попробовал свои силы в лёгкой атлетике в шесть лет, принимал участие в различных детских соревнованиях. Тем не менее, первым серьёзным спортивным опытом для него стало дзюдо, где он тренировался четыре года вместе со старшим братом. После перехода в лёгкую атлетику стал специализироваться на прыжковых дисциплинах. В 17 лет довёл свой личный рекорд в тройном прыжке до 15,48 м, тем самым окончательно определившись с приоритетами в спортивной карьере.
Дебютировал на международной арене в 2005 году, на юниорском чемпионате Европы. Компаоре выиграл квалификацию в тройном прыжке с результатом 16,12 м, но в финале не смог подтвердить этот уровень, оставшись на пятом месте.
В следующем сезоне представлял Францию на чемпионате мира среди юниоров. В финале ему удалось установить личный рекорд 16,61 м, которого оказалось достаточно для победы.
Переход во взрослый спорт затянулся из-за постоянных травм. Тем не менее, Компаоре выступал в финалах на своём дебютном чемпионате Европы 2010 года (5-е место, 16,99 м) и чемпионате мира—2011 (8-е место, 17,17 м).
В 2012 году участвовал в Олимпийских играх в Лондоне, где занял шестое место с лучшей попыткой на 17,08 м.
Один из лучших сезонов в карьере провёл в 2014 году. На летнем чемпионате Европы он выиграл золотую медаль с результатом 17,46 м, а месяц спустя стал лучшим и на Континентальном кубке с личным рекордом 17,48 м.
В конце 2015 года Компаоре вместе с тренером Жаном-Эрве Стьевенаром изменили его толчковую ногу с левой на правую. Данное решение было продиктовано постоянными болями спортсмена в левой лодыжке и частыми травмами. В одном из первых стартов с новой техникой Бенжамен завоевал бронзовую медаль чемпионата мира в помещении 2016 года с результатом 17,09 м.
На вторых в карьере Олимпийских играх в Рио-де-Жанейро вновь отобрался в финал, где занял 10-е место (16,54 м).
В 2017 году не смог преодолеть квалификацию на чемпионате мира в Лондоне.

### Личная жизнь
С 2009 года встречался с известной французской бегуньей Кристиной Аррон. 16 мая 2013 года у пары родилась дочь Кассандра, но вскоре они расстались.

## Основные результаты
| Год  | Турнир                         | Место проведения          | Дисциплина     | Место        | Результат |
| ---- | ------------------------------ | ------------------------- | -------------- | ------------ | --------- |
| 2005 | Чемпионат Европы среди юниоров | Каунас, Литва             | тройной прыжок | 5-е          | 15,81 м   |
| 2006 | Чемпионат мира среди юниоров   | Пекин, Китай              | тройной прыжок | 1-е          | 16,61 м   |
| 2007 | Чемпионат Европы в помещении   | Бирмингем, Великобритания | тройной прыжок | 13-е (квал.) | 16,19 м   |
| 2010 | Чемпионат Европы               | Барселона, Испания        | тройной прыжок | 5-е          | 16,99 м   |
| 2011 | Чемпионат мира                 | Тэгу, Южная Корея         | тройной прыжок | 8-е          | 17,17 м   |
| 2012 | Чемпионат мира в помещении     | Стамбул, Турция           | тройной прыжок | 6-е          | 17,05 м   |
| 2012 | Олимпийские игры               | Лондон, Великобритания    | тройной прыжок | 6-е          | 17,08 м   |
| 2013 | Чемпионат Европы в помещении   | Гётеборг, Швеция          | тройной прыжок | 10-е (квал.) | 16,19 м   |
| 2014 | Чемпионат Европы               | Цюрих, Швейцария          | тройной прыжок | 1-е          | 17,46 м   |
| 2014 | Континентальный кубок          | Марракеш, Марокко         | тройной прыжок | 1-е          | 17,48 м   |
| 2015 | Чемпионат мира                 | Пекин, Китай              | тройной прыжок | 12-е         | 16,63 м   |
| 2016 | Чемпионат мира в помещении     | Портленд, США             | тройной прыжок | 3-е          | 17,09 м   |
| 2016 | Чемпионат Европы               | Амстердам, Нидерланды     | тройной прыжок | 12-е         | 16,12 м   |
| 2016 | Олимпийские игры               | Рио-де-Жанейро, Бразилия  | тройной прыжок | 10-е         | 16,54 м   |
| 2017 | Чемпионат мира                 | Лондон, Великобритания    | тройной прыжок | 21-е (квал.) | 16,46 м   |